# Jean-Baptiste Robillon

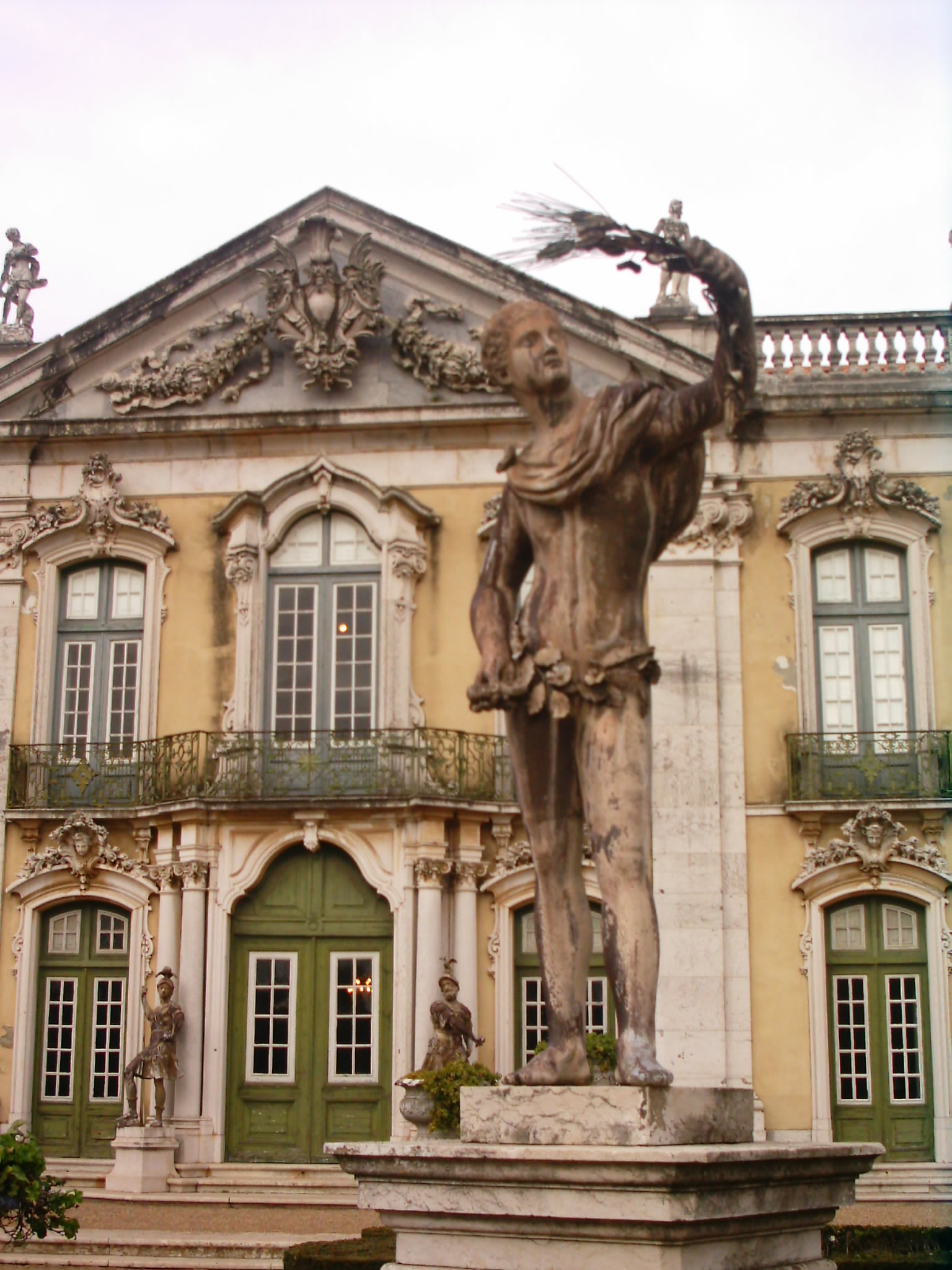
Jardim de Neptuno, Palácio de Queluz, coordenação de Jean-Baptiste Robillon

Jean-Baptiste Robillon (1704-1782 (78 anos)) foi um arquiteto, escultor e gravador francês, estabelecido em Portugal no século XVIII.

## Biografia
Após o falecimento do seu mestre, o joalheiro e ourives Thomas Germain, Robillon estabeleceu-se em Lisboa. Decorria ainda a construção da segunda fase do Palácio de Queluz, quando, em 1755, foi chamado pela Casa do Infantado para desenvolver projetos preliminares ao espaço já existente do edifício e projetar novas áreas.
Rodeado por artistas portugueses e estrangeiros, Robillon decorou as áreas mais atrativas, tais como a Sala do Trono, a Sala da Música e a Sala dos Embaixadores, adicionado a ala oeste, o Pavilhão Robillon e a Escadaria dos Leões. O estilo rococó no palácio foi adicionado por Robillon. A sua última alteração em Queluz foi a criação de vários jardins com diferentes níveis, nomeadamente o Jardim de Netuno, ou Jardim Suspenso, e o Jardim dos Azereiros.
Faleceu em 1782.